# Pepco
Pepco је пољски ланац дисконтних продавница са продавницама широм Европе. Део је „Pepco групе“ са седиштем у Лондону и листираној на пољској берзи, заједно са сестринским пољским брендом Dealz.  Pepco продавнице чине већину продавница групе са 3500 филијала широм Европе (од укупно 4600),  и потпуно су замениле Dealz (по формату и бренду) у већини европских земаља, осим у Пољској, Ирској и на Острву Мен.  

## Историја
1999. британска малопрадјна компанија ...instore (тада Brown & Jackson plc) проширила се на Пољску, где је отворена продавница Poundstretcher у земљи.  Након лоших резултата, компанија B&J Poland је продата јужноафричкој фирми Tradegro 2002., а Pepkor ју је преузео 2004. Након преузимања, предузећа и продавнице су ребрендиране у Pepco. 
Од 2013. године па надаље, Pepco је почео да се шири на друга европска тржишта:  
- 2013 – отворене продавнице у Чешкој и Словачкој [9]
- 2015 – отворене продавнице у Румунији [10] и Мађарској [11]
- 2017 – отворене продавнице у Хрватској, Словенији и Литванији [12]
- 2018 – отворене продавнице у Летонији [13] и Естонији [14]
- 2019 – отворене продавнице у Бугарској [15]
- 2020 – отворене продавнице у Италији и Србији [16]
- 2021 – отворене продавнице у Шпанији и Аустрији [17]
- 2022 – отворене продавнице у Немачкој, Грчкој [18] и Ирској [19] [20]
- 2023 – отворене продавнице у Португалу, [21] Босни и Херцеговини, [22] и Азербејџану

2023. већински акционар компаније Pepco, Steinhoff International, уклоњен је са листе и реструктуриран у оквиру плана да се избегне банкрот након година тужби и великих губитака након што су рупе у рачунима компаније откривене у децембру 2017.  Међутим, није се очекивало да би евентуални банкрот наштетио компанији Pepco с обзиром на њен јак биланс стања и независне изворе финансирања.  Након реструктурирања 2023. године, Steinhoff-ово учешће у акцијама је пренето на нови ентитет Ibex Topco BV 
У марту 2025.  матична компанија Pepco група, објавила је да ће се од сада углавном фокусирати на овог трговца на мало, покушавајући да одвоји Poundland, а група ће такође покушати да прода Dealz. 
У јуну 2025. Pepco група је продала Poundland и Dealz компанији Gordon Brothers за номиналну вредност од једне фунте стерлинга. 